# Jazzowe Poetycje
Jazzowe Poetycje – drugi solowy album polskiego kontrabasisty jazzowego Jacka Niedzieli, 
nagrany z udziałem wokalistów: Anny Marii Jopek i Janusza Szroma.
Wszystkie kompozycje na płycie są autorstwa Jacka Niedzieli (jedynie "Śpiący jednorożec", "Oczekiwanie" i "Jest cała ziemia samotności" są autorstwa Wojciecha Niedzieli). Nagrania zarejestrowane zostały w październiku 1995 w Opolu. Realizatorem był Marek "Kolumb" Jabłoński. CD wydany został w 1996 przez wytwórnię Koch International.

## Muzycy
- Anna Maria Jopek – śpiew (2,3,5,7,8,10)
- Janusz Szrom – śpiew
- Wojciech Niedziela – fortepian
- Jacek Niedziela – kontrabas
- Piotr Baron – saksofon
- Marcin Jahr – perkusja

## Lista utworów
| 1.  | "Posyłam kwiaty"              |  |
|     |                               |  |
| 2.  | "Wsunęłam się"                |  |
|     |                               |  |
| 3.  | "Gdy pochylisz nade mną"      |  |
|     |                               |  |
| 4.  | "Karty"                       |  |
|     |                               |  |
| 5.  | "Śpiący jednorożec"           |  |
|     |                               |  |
| 6.  | "Piosenka księżyca"           |  |
|     |                               |  |
| 7.  | "Oczekiwanie"                 |  |
|     |                               |  |
| 8.  | "Za wielką pustką"            |  |
|     |                               |  |
| 9.  | "Prowadzę Cię"                |  |
|     |                               |  |
| 10. | "Jest cała ziemia samotności" |  |
|     |                               |  |
| 11. | "Gdy usłyszysz"               |  |
|     |                               |  |
| 12. | "O mój ty smutku cichy"       |  |
|     |                               |  |